# Georges Bruner
Pour les articles homonymes, voir Bruner.
Sigismond Georges Bruner, né le 15 septembre 1896 à Varsovie en Pologne,et mort le 15 janvier 1982 à Paris, est un ingénieur aéronautique français.
Il a été naturalisé français par décret no 7051-28 paru au Journal Officiel le 12 juin 1928. En 1931, il demeure dans le 7e arrondissement de Paris, quartier du Gros-Caillou.